# 达恩·格雷库
达恩·格雷库（羅馬尼亞語：Dan Grecu，1950年9月26日—2024年12月12日），罗马尼亚男子竞技体操运动员。他曾代表罗马尼亚参加1972年、1976年和1980年夏季奥林匹克运动会体操比赛，其中1976年奥运会获得一枚铜牌。